# Monte Verde (Goiânia)
Monte Verde é um condomínio de classe média, pertencente ao município de Goiânia, capital de Goiás, na região leste da cidade. Foi fundado em 2001. Dentro do local, há vários tipos áreas esportivas e verdes.
Segundo dados da Prefeitura de Goiânia, o Monte Verde faz parte do 51º subdistrito de Goiânia, chamado de Santo Hilário. O subdistrito abrange, além dos dois bairros, o Recanto das Minas Gerais, Parque das Amendoeiras, Senador Paranhos, Tupinambás dos Reis, Jardim Caiçara, Jardim Lageado e Jardim Abaporu.
Segundo dados do Instituto Brasileiro de Geografia e Estatística (IBGE), divulgados pela prefeitura, no Censo 2010 a população do Monte Verde era de 651 pessoas.